# Constituições Apostólicas

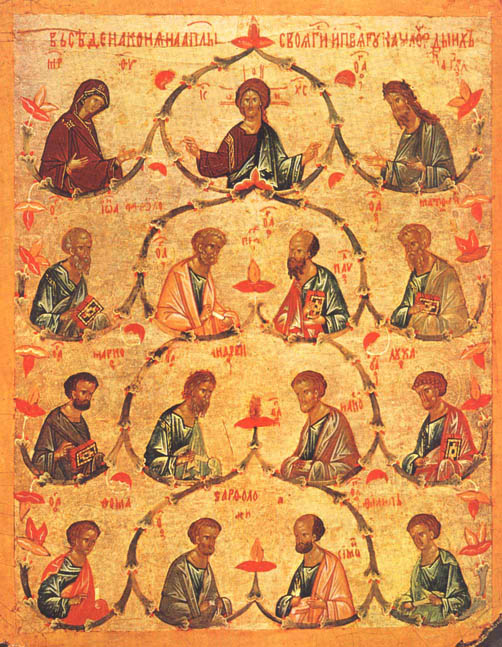
Reunião (sinaxys) dos doze Apóstolos.
Originalmente na catedral de Hagia Sophia em Novgorod. Atualmente na Galeria Nacional Tretyakov em Moscou.

As Constituições Apostólicas (ou Constituições dos Santos Apóstolos) é uma coleção de oito tratados cristãos do gênero das "Ordens cristãs". A obra é datada como tendo sido criada entre 375 e 380 d.C., provavelmente na Síria (província romana), na cidade de Antioquia. O autor é desconhecido, sendo que após o trabalho de James Ussher considera-se que se trata do mesmo autor das epístolas espúrias de Inácio de Antioquia, chamadas de Epístolas de Pseudo-Inácio, talvez o bispo eunomiano Juliano de Cilícia.

## Conteúdo
As Constituições Apostólicas contém oito tratados sobre a disciplina da Igreja antiga, cujo objetivo era servir de manual para os clérigos e, em certa medida, também para os leigos. Ele alega ser uma obra dos doze Apóstolos cujas instruções lhes foram passadas individualmente ou ao grupo todo.
A estrutura da obra pode ser assim resumida:
- Livros 1 a 6 são nada mais do que uma reformulação livre do Didascalia Apostolorum
- Livro 7 é parcialmente baseado no Didaquê. Capítulos 33-45 contém orações similares às judaicas utilizadas nas sinagogas.
- Livro 8 se divide em:
  - capítulos 1-2 contém um trecho extraído de uma obra perdida sobre o charismata
  - capítulos 3-46 são baseados na Tradição Apostólica, muito expandida, assim como outros textos
  - capítulo 47 é conhecido como Cânone dos Apóstolos e teve uma circulação muito mais ampla do que o resto do livro

O melhor manuscrito tem alguns pendores arianos que não se encontram em outros manuscritos por ter sido censurado como herético.
As Constituições Apostólicas são uma importante fonte para a história da liturgia no rito antióquio. Ele contém o esboço de uma anáfora (oração eucarística) no livro dois, uma anáfora completa no livro sete (que é a expansão da que existe no Didaquê) e uma liturgia completa no livro oito, que é a versão mais antiga do que se pode chamar de Divina Liturgia.

## Influência
Na antiguidade, as Constituições Apostólicas foram erroneamente consideradas como tendo sido reunidas e passadas adiante por Clemente de Roma, em cujo nome muitas outras obras foram publicadas, tomando-lhe emprestada sua autoridade (veja literatura clementina).
A Igreja parece nunca ter considerado esta obra como tendo indubitável autoridade apostólica. As Constituições foram rejeitadas como parte do canônicas pelo Decreto Gelasiano. O Concílio Quinissexto (692) rejeitou a maior parte da obra por conta de interpolações consideradas heréticas. Apenas a porção que foi batizada de "Cânone dos Apóstolos" foi recebida pelo Cristianismo oriental. Porém, mesmo se não sendo considerada como originada nos apóstolos, na antiguidade as Constituições Apostólicas era geralmente tidas em grande estima e serviram de base para a maior parte da legislação eclesiástica. Elas foram ainda aceitas como canônicas por João de Damasco e, numa forma modificada, incluídas no cânon de 81 livros da Igreja Ortodoxa Etíope.
Mesmo se o texto das Constiuições estivesse disponível nas bibliotecas durante a Idade Média, ele era quase desconhecido. Em 1546, uma versão latina do texto foi encontrada em Creta e publicada. A primeira edição completa do texto escrito em grego koiné foi publicada em 1563 por Turrianus.
Hoje em dia, as Constituições Apostólicas tem um grande valor como um documento histórico, pois elas revelam as condições morais e religiosas, assim como as práticas litúrgicas do Cristianismo primitivo nos séculos III e IV d.C. 

## Cânone dos Apóstolos
O quadragésimo-sétimo e último capítulo do oitavo livro das Constituições Apostólicas contém os 85 "Cânones dos Apóstolos", que se apresentam como sendo de um concílio realizado em Antioquia, compilados por João III. Estes cânones foram posteriormente aprovados pelo Concílio Quinissexto (Concílio em Trulo) em 692 d.C., mas rejeitados pelo Papa Constantino. No rito latino, apenas cinquenta destes cânones circularam, traduzidos para o latim por Dionísio Exíguo por volta de 500 d.C. e incluído nas coleções ocidentais de cânones e, posteriormente, no Corpus Juris Canonici.
O cânone número 85 é uma lista de livros canônicos: um Antigo Testamento com 46 livros que essencialmente corresponde ao da Septuaginta, 26 livros do que hoje conhecemos como Novo Testamento (excluindo o Apocalipse), mais o Didaquê, as duas Epístolas de Clemente e as Constituições Apostólicas, aqui também atribuídas à Clemente (pelo menos como o que colecionou os textos).